# Przewodnictwo graniczne elektrolitów
Przewodnictwo graniczne elektrolitów (ang. limiting conductivity) – graniczna wartość przewodnictwa równoważnikowego lub molowego ({\displaystyle \Lambda _{0},} {\displaystyle \Lambda _{\infty }}), osiągana w przypadku bardzo dużego rozcieńczenia roztworu ({\displaystyle c\to 0,} zob. prawo rozcieńczeń Ostwalda), czyli w warunkach praktycznie całkowitej dysocjacji elektrolitu oraz niezależności ruchliwości jonów od stężenia. W tych warunkach obowiązuje „prawo niezależnej wędrówki jonów” (zob. prawo Kohlrauscha).

## Przewodnictwo właściwe (σ, ϰ)

Zależność przewodnictwa właściwego od stężenia równoważnikowego elektrolitów

Jedną z wielkości, charakteryzujących przewodnictwo elektryczne (konduktancję, {\displaystyle G}) elektrolitów jest przewodnictwo właściwe (konduktywność, przewodność elektryczna właściwa, {\displaystyle \sigma ,\varkappa }), którą – jak w przypadku wszystkich materiałów jednorodnych (izotropowych) – wyznacza się mierząc przewodnictwo elektryczne bloku o znanych wymiarach, np. przewodnika o polu przekroju poprzecznego {\displaystyle S} i długości {\displaystyle l{:}}
{\displaystyle \sigma =G{\frac {l}{S}}.}
Przewodnictwo właściwe zależy od koncentracji {\displaystyle (n)} i ruchliwości {\displaystyle (\mu )} nośników ładunku elektrycznego oraz wielkości tych ładunków {\displaystyle (q){:}}
{\displaystyle \sigma =qn\mu .}
W przypadku, gdy przewodnikiem jest roztwór związków chemicznych (jednego lub wielu), które ulegają dysocjacji elektrolitycznej, nośnikami ładunków są jony o różnej masie i wartościowości. Stężenia jonów zależą od stężeń dysocjujących związków i stopnia ich dysocjacji (zob. też stała dysocjacji). Ruchliwość jonów (kationów u+ i anionów u−) definiuje się jako średni dla wszystkich jonów jednego rodzaju stosunek liniowej prędkości (cm/s) ich ruchu pod wpływem pola elektrycznego do natężenia tego pola (V/cm). Wraz ze wzrostem stężenia dysocjującego związku w roztworze przewodnictwo elektrolityczne początkowo rośnie, co jest związane ze wzrostem liczby jonów (produktów dysocjacji), a w zakresie wysokich stężeń maleje – wskutek zmniejszania się stopnia dysocjacji związku oraz ruchliwości jonów.

## Przewodnictwo molowe i równoważnikowe (Λ)
Pojęcia „przewodnictwo molowe” i „przewodnictwo równoważnikowe” zostały wprowadzone dla umożliwienia bardziej jednoznacznej charakterystyki zdolności związków chemicznych do przewodzenia prądu. Obie definicje odnoszą się do określonej ilości związku – mola lub gramorównoważnika (w przypadku elektrolitów typu 1–1 – dysocjujących na dwa jony jednowartościowe – wartości przewodnictwa molowego i równoważnikowego są jednakowe). Przewodnictwo molowe {\displaystyle (\Lambda _{m})} jest zdefiniowane jako wartość przewodnictwa roztworu zawierającego jeden mol danego związku, znajdującego się między równoległymi platynowymi okładkami. Są one odległe o 1 cm, a ich wymiary są takie, aby w przestrzeni między nimi znajdował się jeden mol elektrolitu. Objętość roztworu między okładkami jest tym większa, im mniejsze jest stężenie elektrolitu w roztworze. Jest równa odwrotności stężenia molowego, a w przypadku przewodnictwa równoważnikowego – odwrotności stężenia równoważnikowego (liczby gramorównoważników w litrze), i nazywana rozcieńczeniem.

Przewodnictwo równoważnikowe
– podstawa definicji i zależność od stężenia dla elektrolitów słabych i mocnych

W zakresie umiarkowanych stężeń wartości przewodnictwa równoważnikowego elektrolitów mocnych (niemal w 100% dysocjujących na jony) są znacznie większe niż elektrolitów słabych, jednak w zakresie stężeń małych rosną znacznie wolniej wraz z rozcieńczeniem.

## Przewodnictwo graniczne (Λ0)

Zależność przewodnictwa równoważnikowego od pierwiastka ze stężenia dla elektrolitów słabych i mocnych

Przewodnictwem granicznym nazywana wartość {\displaystyle \Lambda ,} która jest osiągana po rozcieńczeniu do {\displaystyle c\approx 0,} dzięki któremu zachodzi całkowita dysocjacja elektrolitu.
{\displaystyle \Lambda _{0}=\lim _{c\to 0}\Lambda .}
W przypadku elektrolitów słabych, tj. kwas octowy (CH3COOH), gdy {\displaystyle c} dąży do zera obserwuje się gwałtowny wzrost {\displaystyle \Lambda .} Wykres funkcji {\displaystyle \Lambda =f(c)} asymptotycznie zbliża się do OY, co uniemożliwia określenie {\displaystyle \Lambda _{0}} metodą ekstrapolacji do {\displaystyle c=0.}
W przypadku elektrolitów mocnych, tj. kwas solny (HCl) lub wodorotlenek potasu (KOH), ekstrapolację do {\displaystyle c=0} umożliwia zaobserwowana przez Friedricha Kohlrauscha zależność {\displaystyle \Lambda =f(c),} wyrażana równaniem:
{\displaystyle \Lambda =\Lambda _{0}-K\cdot {\sqrt {c}},}
gdzie:
- {\displaystyle \Lambda } – przewodnictwo molowe lub równoważnikowe,
- {\displaystyle \Lambda _{0}} – przewodnictwo graniczne (molowe lub równoważnikowe),
- {\displaystyle K} – współczynnik zależny bardziej od stechiometrii elektrolitu (czy jest on np. typu MA, M2A, M>A3), niż od rodzaju anionów i kationów.

Wykonane przez Kohlrauscha porównania wyznaczonych wartości przewodnictwa granicznego różnych elektrolitów mocnych doprowadziły go do sformułowania „prawa niezależnej wędrówki jonów” (gdy {\displaystyle c\to 0,} jony praktycznie na siebie nie oddziałują, czyli „wędrują niezależnie”), zgodnie z którym graniczne przewodnictwo wszystkich elektrolitów – mocnych i słabych – można obliczyć sumując przewodnictwa graniczne jego jonów:
{\displaystyle \Lambda _{0}={n_{+}}\cdot \lambda _{0,K}+{n_{-}}\cdot \lambda _{0,A}.}
Prawo jest również wyrażane równaniem:
{\displaystyle \Lambda _{0}=F(\Sigma {u_{0+i}}+\Sigma {u_{0-i}}),}
gdzie: {\displaystyle F} – stała Faradaya, {\displaystyle u_{0+i}} i {\displaystyle u_{0-i}} – graniczne ruchliwości kationów (+) i anionów (–).
| Lp. | Anion | Sole potasowe | Λ0 KA | Sole sodowe | Λ0 NaA | Różnica |
| 1   | Cl−   | KCl           | 130   | NaCl        | 108,9  | 21,1    |
| 2   | NO3-  | KNO3          | 126,3 | NaNO3       | 105,2  | 21,1    |
| 3   | SO2−4 | K2SO4         | 133   | Na2SO4      | 111,9  | 21,1    |

Przykładowe wartości granicznych przewodnictw jonowych (om−1cm²wal−1) w temperaturze 25 °C wynoszą:

- H+ – 349,8
- Li+ – 38,7
- Na+ – 50,10
- K+ – 73,50
- Rb+ – 77,8
- Cs+ – 77,3
- Be2+ – 45
- Mg2+ – 53,1
- Ca2+ – 59,5
- Sr2+ – 59,5
- Ba2+ – 63,6
- Ag+ – 61,9
- NH+4 – 73,6
- Tl+ – 74,4
- N(C2H5)+4 – 32,7
- Cu2+ – 53,6
- Zn2+ – 52,8
- Co2+ – 55
- Ce3+ – 69,8
- La3+ – 69,5
- F- – 55,4
- Cl- – 76,35
- Br- – 78,14
- I- – 76,8
- OH- – 198,6
- ClO3- – 64,6
- NO3- – 71,46
- ClO4- – 67,4
- SO2−4 – 80,0
- CO2−3 – 69,3

Bardzo duże, wyróżniające się wartości przewodnictwa granicznego jonów H+ i OH- wyjaśnia się działaniem w tych przypadkach „protonowego mechanizmu” przenoszenia ładunków w roztworach wodnych (cząstkami przemieszczającymi się w polu elektrycznym są nie tylko jony H3O+, lecz również znacznie mniejsze protony, przemieszczające się np. z jonów hydroniowych na sąsiednie powolne cząsteczki wody) (zob. mechanizm Grotthussa).

## Wpływ stałej dielektrycznej rozpuszczalnika
Specyfiką zależności {\displaystyle \Lambda =f(c)} dla roztworów elektrolitów w rozpuszczalnikach organicznych zajmował się na początku XX w. Paul Walden. Zaobserwował on, że zwiększanie stężenia początkowo powoduje spadek {\displaystyle \Lambda } (podobnie jak w przypadku roztworów wodnych), jednak po przekroczeniu określonej wartości {\displaystyle c} rozpoczyna się wzrost {\displaystyle \Lambda .} Stwierdził, że położenie minimum przewodnictwa równoważnikowego jest zależne od stałej dielektrycznej rozpuszczalnika (ε) – gdy wartości tej stałej są mniejsze, minimum {\displaystyle \Lambda } pojawia się przy mniejszych wartościach stężenia {\displaystyle c_{minimum},} przy czym jest spełniana w przybliżeniu zależność:
{\displaystyle c_{minimum}=k{\frac {1}{\epsilon }},}
gdzie {\displaystyle k} jest współczynnikiem charakterystycznym dla elektrolitu. Zjawisko wyjaśnia teoria asocjacji jonów. Teoria dotyczy oddziaływań elektrostatycznych między poruszającymi się jonami, w tym m.in. tworzenie się i deformacje otaczających poruszający się jon „atmosfer jonowych” oraz powstawanie „par jonowych” i „trójek jonowych” (teoria Bjerruma). Bjerrum i Walden zakładali, że w zakresie mniejszych stężeń elektrolitu powstają „pary” kation–anion, które nie mają ładunku i nie poruszają się w polu elektrycznym. W roztworach bardziej stężonych możliwe jest tworzenie „trójek”, np. „anion – kation – anion” lub „kation – anion – kation”, które mają ładunek, lecz opory ich przemieszczania się są większe od występujących w przypadku jonów pojedynczych (nie związanych w asocjaty.
Teoretyczne podstawy wiedzy o oddziaływaniach jonów w elektrolitach, stworzone m.in. przez Debye’a, Hückla, Falkenhagena i Onsagera (zob. prawo graniczne Debye’a-Hückla, rozszerzone prawo Debye’a-Hückla, teoria Debye’a-Hückla-Onsagera), nie wyjaśniają bezpośrednio problemów przewodnictwa w stanie nieskończenie dużego rozcieńczenia elektrolitu (w tych warunkach oddziaływania elektrostatyczne nie istnieją, ze względu na nieskończenie duże odległości między jonami). Teoretycznie wykazano jednak m.in. od jakich parametrów zależy wartość współczynnika {\displaystyle K} w empirycznym równaniu Kohlrauscha. Dla elektrolitów 1,1-wartościowych znaleziono zależność przewodnictwa równoważnikowego od stężenia:
{\displaystyle \Lambda =\Lambda _{0}-\left[{\frac {82{,}48}{\epsilon T^{0{,}5}\eta }}+{\frac {8{,}205\cdot 10^{5}}{\epsilon T^{1{,}5}}}\Lambda _{0}\right]{\sqrt {c}}=\Lambda _{0}-(A+B\Lambda _{0}){\sqrt {c}},}
gdzie wartości 82,48 i 8,205·105 zawierają stałe uniwersalne: e, R, N).
Porównanie powyższej zależności z empirycznym równaniem Kohlrauscha prowadzi do wniosku, że współczynnik {\displaystyle K} może być wyrażony jako funkcja temperatury (T) oraz stałej dielektrycznej (ε) i lepkości (η) rozpuszczalnika:
{\displaystyle K=(A+B\Lambda _{0}),}
gdzie:
{\displaystyle A={\frac {82{,}48}{\epsilon T^{0{,}5}\eta }},}
{\displaystyle B={\frac {8{,}205\cdot 10^{5}}{\epsilon T^{1{,}5}}}.}

## Wpływ lepkości, temperatury i ciśnienia
Zależność przewodnictwa granicznego od temperatury i lepkości jest wyjaśniana na podstawie prawa Stokesa. Jony, których ruchliwość (prędkość ruchu w polu elektrycznym) decyduje o przewodnictwie, są porównywane z kulkami, opadającymi w cieczach pod wpływem grawitacji. W przypadku, gdy prędkości kulki są niewielkie, siłę oporu cieczy {\displaystyle (F)} można uznać za wprost proporcjonalną do jej lepkości – zależnej od temperatury – oraz do promienia {\displaystyle (r)} i prędkości ruchu kulki {\displaystyle (v)}:
{\displaystyle {\vec {F}}=-6\pi \eta r{\vec {v}}.}
Zależność przewodnictwa granicznego od lepkości badał na przełomie XIX/XX w. Paul Walden na podstawie pomiarów przeprowadzonych głównie dla soli o dużych jonach, takich jak jodek tetraetyloamoniowy. W roku 1906 sformułował regułę, nazywaną sformułowana regułą Waldena:
{\displaystyle \Lambda _{0}\cdot \eta _{0}=\mathrm {const} }
| Rozpuszczalnik | CH3OH | CH3COCH3 | CH3CN | C2H4Cl2 | CH3NO2 | C6H5NO2 | C6H5OH |
| Λ0η0           | 0,63  | 0,66     | 0,64  | 0,6     | 0,69   | 0,67    | 0,63   |

Reguła ma charakter przybliżony. Jest stosunkowo dobrze spełniana w odniesieniu do jonów o dużych wymiarach. Ilorazy {\displaystyle \Lambda _{0}\eta _{0}} jonów małych często znacznie różnią się między sobą, co jest tłumaczone znacznym wpływem procesy solwatacji (o sile oporu decyduje promień jonu wraz z otoczką solwatacyjną, z którą się przemieszcza pod wpływem pola elektrycznego).
| Rozpuszczalnik | Na+   | K+    | Ag+   | N(C2H5)+4 | I-    | ClO4- | C6H2N3O7- |
| H2O            | 0,46  | 0,67  | 0,563 | 0,295     | 0,685 | 0,606 | 0,276     |
| CH3OH          | 0,25  | 0,293 | 0,274 | 0,338     | 0,334 | 0,387 | 0,255     |
| C2H5OH         | 0,204 | 0,235 | 0,195 | 0,31      | 0,29  | 0,34  | 0,292     |
| CH3COCH3       | 0,253 | 0,259 | –     | 0,284     | 0,366 | 0,366 | 0,275     |
| CH3CN          | 0,241 | 0,296 | –     | 0,296     | 0,347 | 0,359 | 0,268     |
| CH3NO2         | 0,364 | 0,383 | 0,326 | 0,31      | 0,403 | –     | 0,276     |
| C6H5NO2        | –     | –     | 0,33  | 0,322     | –     | 0,366 | 0,277     |

Jako wielkość zależna od lepkości rozpuszczalnika {\displaystyle \Lambda _{0}} zależy od rodzaju jego cząsteczek, temperatury i ciśnienia. Zależność od temperatury jest wyrażają:
wielomian: {\displaystyle \Lambda _{0,T}=\Lambda _{0,298}[1+\alpha (T-298)+\beta (T-298)^{2}+\dots ],}
równanie funkcji wykładniczej: {\displaystyle \Lambda _{0}=B\cdot e^{-{\frac {A}{RT}}},}
gdzie:
{\displaystyle \alpha ,\beta ,\dots } – stałe charakteryzujące poszczególne rozpuszczalniki,
{\displaystyle B} – współczynnik proporcjonalności (wartość stała w wąskim zakresie temperatur),
{\displaystyle A} – energia aktywacji procesu przemieszczania się jonów w roztworze (pokonywania oporu).
Po przekształceniach obu równań otrzymuje się zależność, która pozwala doświadczalnie wyznaczać wartość energii {\displaystyle A.} W przypadku, gdy {\displaystyle \beta \cong 0}:
{\displaystyle A=\alpha RT^{2}.}
Wartość {\displaystyle A} jest zbliżona do energii aktywacji laminarnego przepływu wody.
Zależności {\displaystyle \Lambda } różnych roztworów elektrolitów od ciśnienia, przedstawiane w formie {\displaystyle \Lambda _{p}/\Lambda _{1\ \mathrm {Atm} }=f(p)} przypominają zależność {\displaystyle 1/\eta =f(p)}. Wartości {\displaystyle \Lambda } i {\displaystyle 1/\eta } początkowo rosną, a następnie zmniejszają się. W przypadku roztworów LiCl stosunek {\displaystyle \Lambda _{p}/\Lambda _{1\ \mathrm {Atm} }} osiąga w maksimum wartość ok. 1,06, w przypadku NaCl ok. 1,02 (w przypadku KJ wzrost jest niemal niezauważalny).